# La fine di Chéri
La fine di Chéri (La Fin de Chéri) è un romanzo dell'autrice francese Colette del 1926, pubblicato in origine dalle éditions Flammarion. Riprende i personaggi del romanzo Chéri del 1920.

## Trama
Di ritorno dal fronte della Grande Guerra, Fred Peloux è sempre soprannominato "Chéri" dai suoi conoscenti, ma la sua personalità non ha più nulla a che fare con quella del giovane spensierato e futile di prima della guerra. Malinconico e inattivo, osserva con distacco le persone che lo circondano affaccendarsi in diverse occupazioni. Sua moglie Edmée, in particolare, non è più una giovane affettata: infermiera durante la guerra, si è fatta sicura di sé e s'allontana sempre più dal suo sposo. Sua madre, prese da numerosi "affari", si preoccupa dell'umore depressivo del figlio, e lo convince a tornare a vedere Léa, la sua antica amante, che ha perduto di vista da anni.
Quest'incontro è un grave errore: al posto della donna matura vezzosa e orgogliosa, trova una vecchia obesa e asessuata, che non gli ricorda in niente colei che aveva tanto amato, tranne che nel suo paio di magnifici occhi blu. Se ne va sapendo che non la rivedrà mai più.
Qualche giorno più tardi, incontra una vecchia amica di Léa, che conserva una gran quantità di fotografie risalenti alla loro gioventù, in cui Léa appariva bella, radiosa, elegante. Attraverso queste immagini, Chéri ritrova colei che fu il suo grande, unico amore, e si macera nella nostalgia di un passato fuggito via. Disperato, conscio di non trovare più il posto nel mondo dal quale la "sua" Léa è scomparsa, prende la decisione di morire, e si spara un proiettile in testa.

## Edizioni italiane
- Colette, Chéri e La fine di Chéri, traduzione di Mimmi Pasquali, I romanzi dell'ambra 31, Roma, Gherardo Casini Editore, 1955,  p. 318.
- Colette, La fine di Chéri, traduzione di Anna Bassan Levi, Piccola biblioteca 181, Milano, Adelphi, 1985,  p. 153, ISBN 88-459-0621-3.
- Colette, Chéri e La fine di Chéri, traduzione di Giulia Arborio Mella e Anna Bassan Levi, Gli Adelphi 352, Milano, Adelphi, 1988,  p. 281.
- Colette, Chéri e La fine di Chéri, traduzione di Giulia Arborio Mella e Anna Bassan Levi, Milano, Euroclub, 1988,  p. 285.